# 20. østlige længdekreds
Den 20. østlige længdekreds (eller 20 grader østlig længde) er en længdekreds, der ligger 20 grader øst for nulmeridianen. Den løber gennem Ishavet, Atlanterhavet, Europa, Afrika, det Sydlige Ishav og Antarktis. Grænsen mellem Atlanterhavet og det Indiske Ocean defineres af denne længdegrad.